# Gemmenich

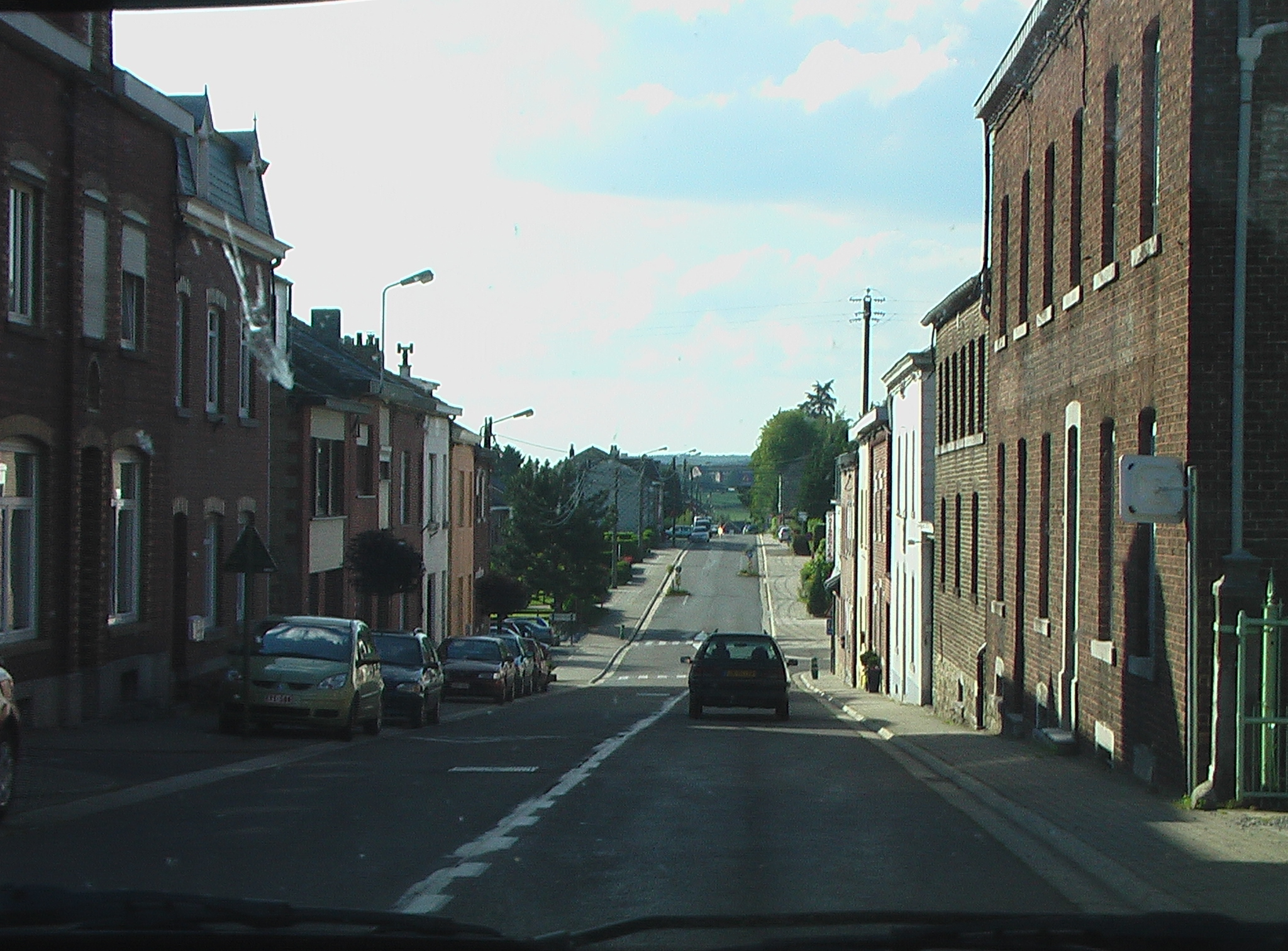
Zicht op Gemmenich

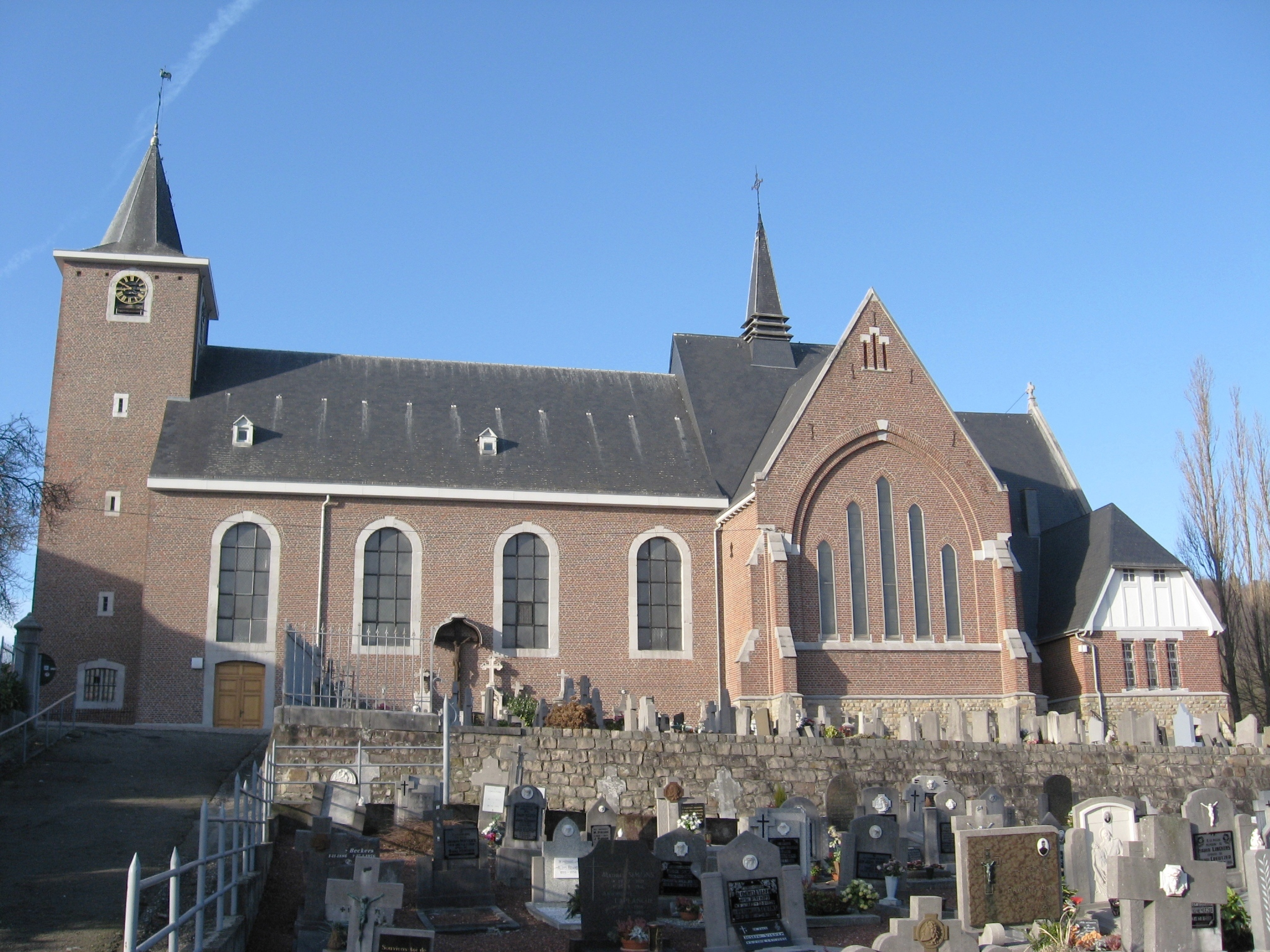
Sint-Hubertuskerk

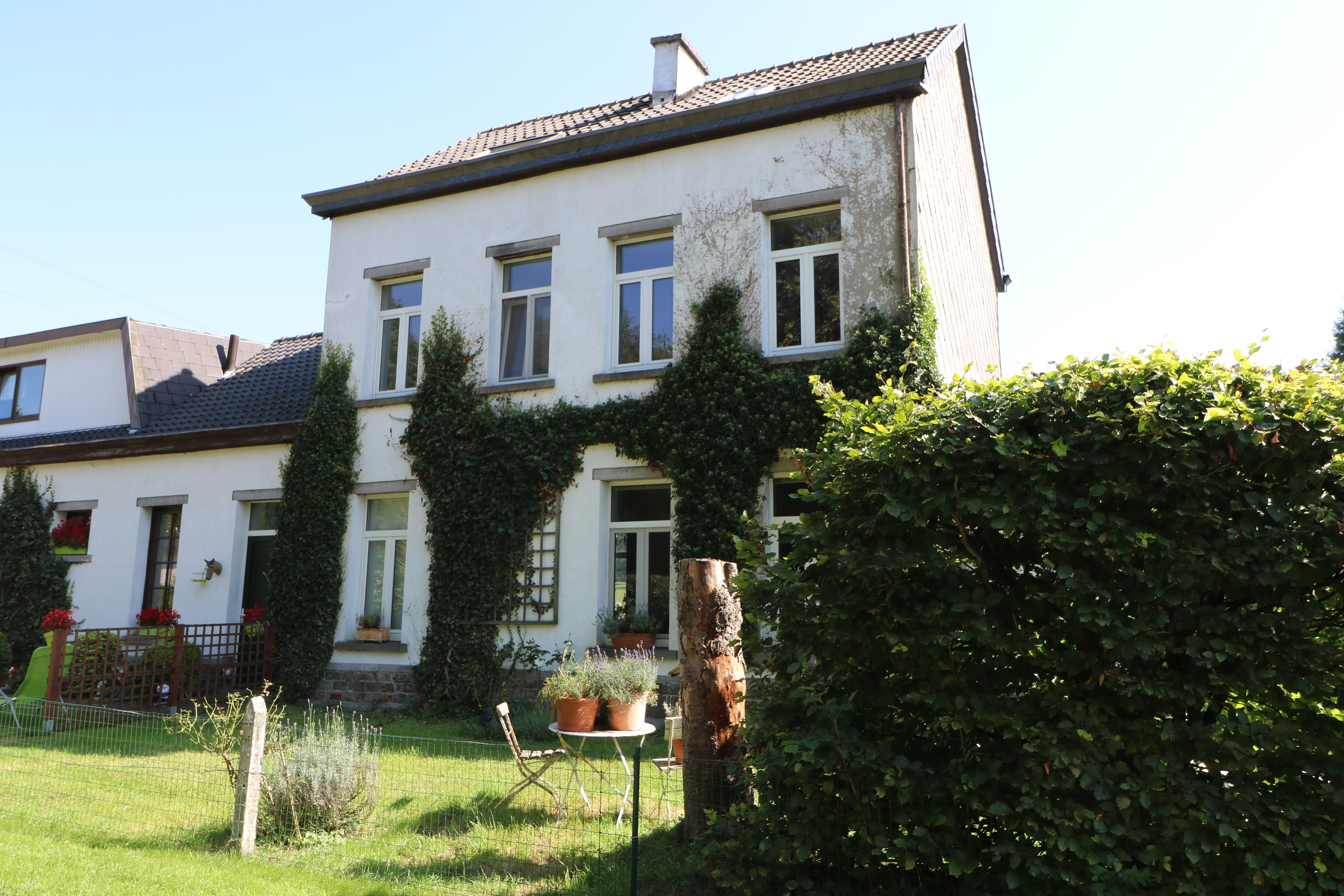
Voormalig station Gemmenich aan de opgebroken spoorlijn 39 (29 augustus 2017)

Gemmenich (Platdiets: Jömelech) is een dorp in en deelgemeente van de gemeente Plombières, gelegen in het uiterste noordoosten van de Waalse provincie Luik, België, bij het drielandenpunt met Nederland en Duitsland. Gemmenich was tot 1977 een zelfstandige gemeente.

## Ligging
De deelgemeente Gemmenich wordt begrensd door de Nederlandse Wolfhaag (gemeente Vaals), een klein stukje Duitse grens bij het drielandenpunt en de gemeente Kelmis (Duitstalige Gemeenschap) in het oosten, de Rodbuschkesbach in het zuiden en de rivier de Geul in het westen.
Behalve het dorp Gemmenich bevinden zich binnen de deelgemeente tevens de buurtschappen Botselaar, Gerardsbroek, Neuhaus, Nouvelaar, Roerberg, Terbruggen, Tersassen, Terstraten en Völkerich.

## Geschiedenis
Tot de opheffing van het hertogdom Limburg hoorde Gemmenich tot de Limburgse hoogbank Montzen. Net als de rest van het hertogdom werd Gemmenich bij de annexatie van de Zuidelijke Nederlanden door de Franse Republiek in 1795 opgenomen in het toen gevormde departement Ourthe.
Bij de onafhankelijkheid van België inventariseerde geograaf Philippe Vandermaelen in dit dorp 45 woningen in het dorpscentrum, 25 in Völkerich en 24 in Terstraeten, een kerk, twee kapellen, drie molens, een brouwerij en een school. Er waren 1055 inwoners die de Duitse taal spraken. Het inventaris omvat verder details over de natuurlijke omgeving, bodems, steengroeven en kalkovens, landbouwproductie en veestapel. Ook het wegennetwerk van toen is beschreven. ’s Winters waren er wolven in de bossen.
Na de weigering van het Duits ultimatum door koning Albert vielen op 4 augustus 1914 het 1ste Duitse Leger onder generaal Alexander von Kluck en het 2de Duitse Leger onder generaal Karl von Bülow België binnen. Om 07.30 uur overschreden ze in Gemmenich bij het Drielandenpunt met Nederland en Duitsland de Duits-Belgische grens. Daarna werd hun geplande opmars via Noord-België naar Frankrijk tijdelijk geblokkeerd door de forten rond Luik.

## Demografische ontwikkeling
- Bronnen:NIS, Opm:1831 tot en met 1970=volkstellingen, 1976= inwoneraantal op 31 december

## Bezienswaardigheden
Gemmenich ligt in het dal van de Geul.
- De Sint-Hubertuskerk
- Het hoogste punt van Gemmenich is de 50 meter hoge Koning Boudewijntoren, een uitkijktoren aan de Belgische zijde van het Drielandenpunt vlak bij de Vaalserberg.
- Bezienswaardig is verder de boerderij uit 1733 waar de ouders van de beroemde componist César Franck woonden.
- Monument voor Jos Saive, een oorlogsmonument

## Natuur en landschap
Gemmenich ligt in het Land van Herve op een hoogte van ongeveer 230 meter. Ten oosten van Gemmenich ligt het Preusbos, dat verder naar het oosten overgaat in het Aachener Wald. In het noorden ligt het Schimperbos, dat verder naar het noorden overgaat in het Vijlenerbos.

## Toerisme
Gemmenich is vooral ingesteld geraakt op toeristen. Het dorp telt een groot vakantiepark, twee campings en een hotel met golfbaan.

## Verkeer en vervoer
Tussen 1886 en 1957 had Gemmenich de beschikking over een treinstation aan de grensoverschrijdende spoorlijn van Plombières naar Aken. Ook de in de Eerste Wereldoorlog aangelegde goederenspoorlijn van Antwerpen naar Aken (de zogenoemde Montzenroute) loopt vlak langs het dorp.

## Streektaal
In het dorp wordt Platdiets gesproken door voornamelijk de oudere generatie, een Limburgs dialect. De jeugd spreekt voornamelijk Frans onderling, een handjevol jongeren kan zich ook verstaanbaar maken in het Platdiets. Dat de bewoners zelf moeite hadden zichzelf taalkundig in te delen, blijkt wel uit de uitkomsten van de talentelling in de gemeente. In 1846 bij de eerste talentelling noemde 96% van de bevolking zich Nederlandstalig, 3% Franstalig en 1% Duitstalig. Bij de talentelling van 1930 was de situatie volledig veranderd: 80% gaf aan Duits te spreken, 17% koos voor Frans en 3% voor Nederlands. In 1947 was het weer anders: 63% noemde zich Franstalig, 24% Duitstalig en 13% Nederlandstalig. Op taalkundige gronden had het gebied bij vastlegging van de taalgrens in 1962 bij het Nederlandse of Duitse taalgebied ingedeeld moeten worden, maar om politieke redenen werd de gemeente officieel Franstalig gebied. De oorspronkelijke bevolking is sindsdien verder verfranst. Gaandeweg vestigen zich steeds meer Duitsers en Nederlanders uit naburige gemeenten in het dorp, waardoor het percentage anderstaligen weer toeneemt. De plaatselijke school biedt tweetalig onderwijs aan (Frans-Duits).
Het plaatselijke dialect is een overgangsdialect van Zuid-Nederfrankisch (Limburgs) naar Ripuarisch (een soort Keuls plat). De oorspronkelijke inwoners zelf zien zichzelf eerder als Duits- dan Nederlandstaligen. Taalkundig zou het eerder bij het Nederlands (Zuid-Nederfrankisch) horen dan bij het Duits (Ripuarisch), maar het is toch moeilijk aan te geven doordat er een groot aantal Duits-Ripuarische woorden en kenmerken gebruikt worden. Het Kerkraadse of Vaalser dialect in Nederland behoort taalkundig gezien duidelijker tot het Duitse taalgebied (Ripuarisch).

## Nabijgelegen kernen
Plombières, Moresnet-Chapelle, Vaals, Vaalserquartier, Wolfhaag